# Бербеницкий сельский совет
Бербеницкий сельский совет (укр. Бербеницька сільська рада) — входит в состав
Лохвицкого района
Полтавской области
Украины.
Административный центр сельского совета находится в 
с. Бербеницы.

## Населённые пункты совета
- с. Бербеницы